# Made in the A.M.
A Made in the A.M. a One Direction nevű brit együttes ötödik stúdióalbuma, de egyben az első Zayn Malik kiválása óta, amely 2015. november 13-án jelent meg a Columbia Recordsnál.

## Számlista
1. Hey Angel (3:59)
2. Drag Me Down (3:12)
3. Perfect (3:50)
4. Infinity (4:09)
5. End of the Day (3:14)
6. If I Could Fly (3:50)
7. Long Way Down (3:12)
8. Never Enough (3:33)
9. Olivia (2:57)
10. What a Feeling (3:20)
11. Love You Goodbye (3:16)
12. I Want to Write You a Song (2:59)
13. History (3:07)
14. Temporary Fix (2:57)
15. Walking in the Wind (3:25)
16. Wolves (4:04)
17. A.M. (3:31)